# Хюсеин Фахри паша
Хюсеин Фахри паша (на турски: Hüseyin Fahri Paşa) е османски офицер и чиновник.

## Биография
Роден е в 1882 година. От ноември 1908 до октомври 1909 година е валия на Битолския вилает. Същевременно от декември 1908 до май 1909 година е валия на Шкодра. От септември 1909 до август 1910 година е валия на Алепо.
Умира в 1914 година.